# 1956년 동계 올림픽
1956년 동계 올림픽(영어: 1956 Winter Olympics, VII Olympic Winter Games, 이탈리아어: VII Giochi olimpici invernali)은 1956년 1월 26일부터 2월 5일까지 이탈리아 코르티나담페초에서 개최된 제7회 동계 올림픽이다. 이 대회 때까지 스케이트 경기는 야외에서 개최되었다.

## 개최지 선정
1949년 4월 28일, 이탈리아 로마에서 열린 IOC 총회에서 이탈리아 코르티나담페초로 결정되었다. 
| 후보 도시        | NOC      | 투표 |
| 코르티나담페초   | 이탈리아 | 31   |
| 몬트리올         | 캐나다   | 7    |
| 콜로라도스프링스 | 미국     | 2    |
| 레이크플래시드   | 미국     | 1    |

## 참가국
총 32개국이 참가하였다. 소련, 이란, 볼리비아 3개국이 처음으로 동계 올림픽에 참가했다. 전 대회에서 한국 전쟁으로 인해 불참했던 대한민국이 휴전 이후 다시 참가하였다. 
| \| - 오스트리아 (10) - 오스트레일리아 (66) - 벨기에 (6) - 볼리비아 (1) - 불가리아 (7) - 캐나다 (37) - 칠레 (4) - 체코슬로바키아 (41) - 핀란드 (34) - 프랑스 (37) - 영국 (45) \| - 그리스 (3) - 독일 연합 (75) - 헝가리 (2) - 이란 (4) - 아이슬란드 (8) - 이탈리아 (79) (개최국) - 일본 (10) - 대한민국 (4) - 레바논 (3) - 리히텐슈타인 (8) - 네덜란드 (8) \| - 노르웨이 (51) - 폴란드 (53) - 루마니아 (20) - 스페인 (14) - 스위스 (61) - 스웨덴 (68) - 튀르키예 (6) - 미국 (74) - 소련 (67) - 유고슬라비아 (18) \| | | |
| - 오스트리아 (10) - 오스트레일리아 (66) - 벨기에 (6) - 볼리비아 (1) - 불가리아 (7) - 캐나다 (37) - 칠레 (4) - 체코슬로바키아 (41) - 핀란드 (34) - 프랑스 (37) - 영국 (45) | - 그리스 (3) - 독일 연합 (75) - 헝가리 (2) - 이란 (4) - 아이슬란드 (8) - 이탈리아 (79) (개최국) - 일본 (10) - 대한민국 (4) - 레바논 (3) - 리히텐슈타인 (8) - 네덜란드 (8) | - 노르웨이 (51) - 폴란드 (53) - 루마니아 (20) - 스페인 (14) - 스위스 (61) - 스웨덴 (68) - 튀르키예 (6) - 미국 (74) - 소련 (67) - 유고슬라비아 (18) |

## 개최 종목
| - 노르딕복합 - 봅슬레이 - 스키점프 - 스피드스케이팅 | - 아이스하키 - 알파인스키 - 크로스컨트리 - 피겨스케이팅 |

## 메달 집계
| 순위 | 국가        | 금메달 | 은메달 | 동메달 | 합계 |
| ---- | ----------- | ------ | ------ | ------ | ---- |
| 1    | 소련        | 7      | 3      | 6      | 16   |
| 2    | 오스트리아  | 4      | 3      | 4      | 11   |
| 3    | 핀란드      | 3      | 3      | 1      | 7    |
| 4    | 스위스      | 3      | 2      | 1      | 6    |
| 5    | 스웨덴      | 2      | 4      | 4      | 10   |
| 6    | 미국        | 2      | 3      | 2      | 7    |
| 7    | 노르웨이    | 2      | 1      | 1      | 4    |
| 8    | 이탈리아    | 1      | 2      | 0      | 3    |
| 9    | 독일 연합팀 | 1      | 0      | 1      | 2    |
| 10   | 캐나다      | 0      | 1      | 2      | 3    |

| 동계 올림픽 |                                        |               |
| 이전 대회   | 1956년 동계 올림픽 코르티나담페초 1956 | 다음 대회     |
| 오슬로 1952 | 1956년 동계 올림픽 코르티나담페초 1956 | 스쿼밸리 1960 |